# Meninas Cantoras de Petrópolis
Meninas Cantoras de Petrópolis foi um coro do tipo etário brasileiro, considerado o primeiro grupo musical formado exclusivamente por meninas. Foi fundado em 15 de agosto de 1976, na cidade de mesmo nome, pelo maestro Marco Aurélio Xavier.
Após uma rígida avaliação de aptidões para a música, que tem início aos 7 anos de idade e duração de três anos estudando matérias teóricas e ténicas vocais, segundo o método da Escolania de Montserrat (Coro de Meninos que atua desde o século IX nos ofícios do Abadia N. S. de Montserrat, em Barcelona), a menina cantora passará pelo "ritual da investidura" e será escolhida para integrar o coro e talvez um dia venha a calçar o símbolo do "Sapatinho de Verniz".
Tal como missionárias, as meninas cantoras têm em seu repertório canções de variados gêneros, entoando-as num coro com melodia própria e viajam para todos os estados do país com este repertório.

## Fim do grupo
No dia 2 de março de 2016, o maestro Marco Aurélio Xavier anunciou o fim das atividades do coral devido à falta de apoio.
No dia 15 do mesmo mês, o coral foi declarado patrimônio cultural imaterial do estado do Rio de Janeiro.

## Discografia

### Compacto duplo
- 1978 - Meninas Cantoras de Petrópolis

### Álbuns de estúdio
- 1993 - A Música dos Beatles
- 1996 - Meninas Cantoras 20 Anos
- 1997 - Meninas Cantoras de Petrópolis - Música Sacra em homenagem à vinda do Papa ao Brasil
- 1998 - Coração Sertanejo
- ???? - Não Aprendemos dizer Adeus
- ???? - In Concert - Volumes 1, 2 e 3
- 2000 - MCP e Amigos
- 2000 - Somente Os Anjos Cantam Assim
- 2000 - Medalha
- ???? - Prata
- ???? - Voz do Coração
- 2009 - Trilha dos Girassóis
- 2009 - Deus vos salve, Maria